# テネシー州の旗
テネシー州の旗（テネシーしゅうのはた）は、アメリカ合衆国テネシー州の旗。右端に青い線の入った赤地の中央に三ツ星のある青い円が描かれている。中央の円はファースト・テネシー銀行、NFLのテネシー・タイタンズ、NHLのナッシュビル・プレデターズなど州内のいくつかの団体のロゴにモチーフとして使用されている。

## 歴史
1905年、テネシー州兵に所属していたジョンソン・シティの弁護士であったリロイ・リーヴズ大佐がデザインした。1905年4月17日、テネシー州議会は公式に州旗として認めた。
2001年、北米旗章協会はアメリカとカナダの全72州旗の中で第14位にランク付けした。

## 解説

### 象徴
三ツ星は州内の東部テネシー、中部テネシー、西部テネシーの三地域を表現している。青い円はこれら三地域を包括する州を表現している。右端の青い線は単にデザイン上描かれたとされ、リーヴズは「赤地の単調さ軽減と、風になびいていない時に真っ赤にならないように」と語った。1917年10月、『ナショナル・ジオグラフィック』誌は三ツ星について13植民地の後に合衆国に加盟した3番目の州だからであると誤って報じた。

### 星のアレンジ
州法で星の位置を以下のように定めている
| 「 | 中央の三ツ星の位置について2つの星は旗の端に平行に並んではならない。高い位置の星は左上の角に近付けること | 」 |

1976年、アメリカ合衆国郵便公社は各州旗の切手を発行したが、テネシー州旗は上下反転した状態であった。

## 旧州旗
1861年、南北戦争が近づき、州旗の改訂が検討された。最初のアメリカ連合国の国旗であるスターズ・アンド・バーズをモデルにし、左上の四角部分の七つ星の代わりに州章が設置された。
1897年から1905年、現在の旗が採用される前からテネシー州は赤、青、白の三色を使用していた。3本の縞は州内の3地域を表現していた。合衆国に加盟したのが16番目だったことから「16」の数字と州のニックネーム「ボランティア・ステート」の文字が記されていた。

## 州政府旗
州旗の他に州政府旗もある。1939年からテネシー州知事のための旗として使用されている。スカーレット地に四つ星が四方に点在し、白い三ツ星のついた木の州軍章が中央に配置されている。テネシー州議会にもまた別の旗がある。

## ギャラリー

?1861年に提案された旗
?1897年から1905年の州旗
州政府旗
州議会旗

## 関連事項
- アメリカ合衆国の州旗一覧
- テネシー州のシンボル一覧
- テネシー州章